# NGC 1271

NGC 1271

NGC 1271 في الفهرس العام الجديد، هي مجرة، تقع في كوكبة حامل رأس الغول. اكتشفت في 14 نوفمبر 1884 .

## روابط خارجية
- NGC 1271 على موقع ويكي سكاي: DSS2, SDSS, GALEX, IRAS, Hydrogen α, X-Ray, Astrophoto, Sky Map, Articles and images